# كاثرين روجرز
كاثرين روجرز (بالإنجليزية: Katharine Rogers)‏ هي ممثلة بريطانية، ولدت في 21 ديسمبر 1960 في Addiscombe ‏ في المملكة المتحدة.

## وصلات خارجية
- كاثرين روجرز على موقع IMDb (الإنجليزية)
- كاثرين روجرز على موقع قاعدة بيانات الفيلم (الإنجليزية)